# Тукманов, Александр Вячеславович
Алекса́ндр Вячесла́вович Тукма́нов (род. 28 апреля 1950, Москва, СССР) — советский футболист, российский футбольный функционер. Заслуженный тренер РСФСР (1989). Кандидат педагогических наук.

## Биография
Воспитанник футбольной школы «Торпедо».
В бытность футболистом выступал на позиции правого центрального защитника в московских «Торпедо» и «Спартаке» и в воронежском «Факеле». Обладатель Кубка СССР, в составе «Торпедо».
После завершения спортивной карьеры работал на разных должностях в Спорткомитете СССР (1983—1991). В 1986—1988 годах — начальник олимпийской сборной СССР.
В 1992—1998 годах исполнял обязанности вице-президента Российского футбольного союза. В 1992—1994 годах — начальник команды сборной России. С 1998 по 2005 год — генеральный директор РФС.
С января 2007 по июль 2008 года и с апреля 2009 по октябрь 2017 — президент футбольного клуба «Торпедо» Москва.

## Достижения
Обладатель Кубка СССР (1): 1972

## Награды
- Орден Дружбы (1997)